# Barthelémy Adoukonu
Barthelémy Adoukonu (* 18. September 1957) ist ein ehemaliger beninischer Boxer.
Er gehörte bei den Olympischen Sommerspielen 1980 in Moskau zu der 16-köpfigen, aus sieben Boxern und neun Leichtathleten bestehenden Delegation seines Landes. Er trat im Federgewicht an und setzte sich nach einem Freilos in Runde eins anschließend gegen Anicet Sambo aus Madagaskar (Disqualifikation) durch. In Runde drei verlor er gegen Tsacho Andreykovski aus Bulgarien und belegte in der Endabrechnung den 9. Rang.